# I limni ton pothon
I limni ton pothon é um filme de drama grego de 1958 dirigido e escrito por Giorgos Zervos, Iakovos Kabanellis e Nikos Tsekouras. Foi selecionado como representante da Grécia à edição do Oscar 1959, organizada pela Academia de Artes e Ciências Cinematográficas.

## Elenco
- Tzeni Karezi - Miranda Kalibouka
- Giorgos Fountas - Christos Razis
- Eleni Zafeiriou - Mrs. Razi
- Koula Agagiotou
- Christoforos Nezer - Asimakis
- Nikos Fermas
- Sonia Zoidou - Asimoula